# Axel Pehrsson-Bramstorp
Pour les articles homonymes, voir Pehrsson.
Axel Alarik Pehrsson-Bramstorp, né le 19 août 1883 à Öja (actuelle commune d'Ystad) et mort le 19 février 1954, est un homme politique suédois.

## Biographie
Il est élu au Riksdag en 1918 pour le Liberala samlingspartiet et reste député jusqu'en 1921. Il rejoint par la suite la Bondeförbundet et retrouve une place au Riksdag en 1929. Il dirige son parti de 1934 à 1949, année où il prend sa retraite politique.
En 1936, le roi Gustave V le charge de former un gouvernement non-socialiste. Le gouvernement Pehrsson-Bramstorp ne reste au pouvoir que quelques semaines, du 19 juin au 28 septembre, avant que le social-démocrate Per Albin Hansson ne soit rappelé par le roi. Pehrsson-Bramstorp conserve toutefois le ministère de l'Agriculture au sein du deuxième gouvernement Hansson jusqu'en 1945.

## Distinctions
- Chevalier 1re classe de l'ordre de Vasa